# Theretra tessmanni
Theretra tessmanni là một loài bướm đêm thuộc họ Sphingidae. Nó được tìm thấy ở Cameroon và Nigeria.
Sải cánh dài 68–80 mm đối với con đực và 80–90 mm đối với con cái. Nó rất giống với Theretra jugurtha jugurtha nhưng màu nên của phía trên thân và cánh trước là xám-hơi vàng với các vạch ngang xám hơn xanh lá cây. Con cái giống con được nhưng lớn hơn, tối hơi và cánh trước rộng hơn và tròn hơn.